# Rachid Soulaimani
Rachid Soulaimani (Oued Zem, 21 novembre 1982) è un calciatore marocchino, difensore o centrocampista del Raja Casablanca.

## Carriera
Ha giocato varie stagioni nella massima serie del campionato marocchino con il Raja Casablanca, con cui ha preso parte alla Coppa del mondo per club FIFA 2013.

## Palmarès

### Competizioni nazionali
- Campionato marocchino di calcio: 1

Raja Casablanca: 2012-2013